# 馮寶欣
馮寶欣（英語：Angela Fung Po Yan；1990年11月30日—），藝名寶欣，香港女藝人，2016年於《新假期》網站任食評而開始為人認識，現為YouTuber。

## 簡歷
馮寶欣本身是幼稚園教師，曾於澳洲工作假期八個月，回港後繼續任教師。2016年開始，任Vlogger，網上拍影片公開分享玩樂資訊。
2021年參選ViuTV《最後一屆口罩小姐選舉》，代號「細細粒」，最終獲得季軍。
她曾被誤會為跨性別人士。

## 演出

### 節目主持（ViuTV）
- 2016-2017年：《2蚊遊》
- 2017-2019年：《Girls' Talk》
- 2021-2022年：《囝囝女女730》
- 2022年：《海女日記》

### 節目演出（ViuTV）
- 2021年：《最後一屆口罩小姐選舉》參賽者

### 政府電視宣傳短片
- 2014年：勞工處審慎搵工 提防陷阱[5]

## 外部連結
- 馮寶欣的Facebook專頁
- 馮寶欣的Instagram帳戶